# Bryan Carrasco
Bryan Paul Carrasco Santos (La Florida, 31 gennaio 1991) è un calciatore cileno, centrocampista del Palestino.
È soprannominato El Petiso (in lingua italiana Il Pony).

## Caratteristiche tecniche
È un veloce calciatore che può essere impiegato sia come terzino che come esterno offensivo.

## Carriera

### Club
La sua carriera da calciatore inizia quando viene acquistato dall'Audax Italiano per militare nelle formazione giovanili. Il 19 settembre 2009 fa il suo esordio in prima squadra.

### Nazionale
Nel 2011 ha partecipato con la sua nazionale al Campionato sudamericano di calcio Under-20. 
Particolare l'episodio durante Ecuador U20-CileU20, in cui, agganciando la mano dell'avversario, si colpisce in pieno viso per simulare un fallo.